# موسوتی ۴۵۴۲
سیارک ۴۵۴۲ (به انگلیسی: 4542 Mossotti، نامگذاری:1989BO) چهار هزار و پانصد و چهل و دومین سیارک کشف شده‌است که در ۳۰ ژانویه ۱۹۸۹ کشف شد.
قدر مطلق سیارک برابر ۱۱٫۰۰ است.